# Oxybeles

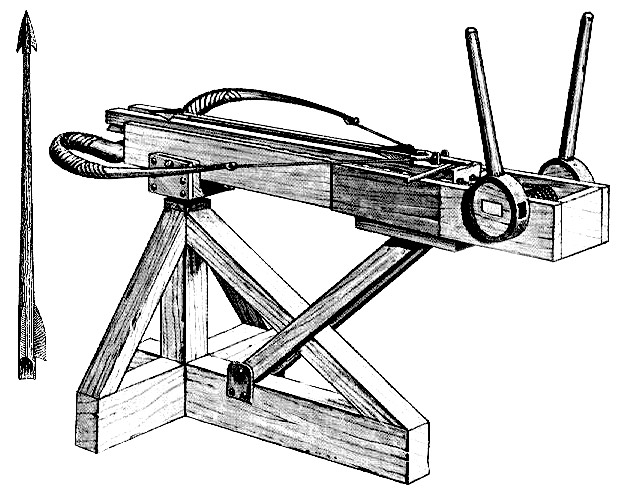
Oxybeles

Die Oxybeles (altgriechisch ὀξυβελής oxybelḗs, deutsch ‚mit spitzen Pfeilen schießend‘, Mehrzahl: Oxybelai) war eine griechische Belagerungswaffe. Das Wort kommt aus dem Griechischen und bedeutet scharfes Geschoss (altgriechisch ὀξύς oxýs, deutsch ‚scharf‘, und βέλος bélos, deutsch ‚Geschoss‘).

## Beschreibung und Verwendung
Die Oxybeles bestand aus einem Kompositbogen, der auf einer Holzkonstruktion montiert war. Sie war also somit, anders als die Balliste, kein Torsionsgeschütz. Als Geschosse dienten Pfeile, die nur einen Schaft hatten und eine dreikantige Spitze besaßen. Vom Aufbau war sie vergleichbar mit der tragbaren Gastraphetes. Aufgezogen wurde sie mit Hilfe einer Seilwinde.

## Geschichte
Die Oxybeles entstand um 375 v. Chr., ihre Blütezeit war während der Feldzüge Alexanders des Großen. Sie zeichnete sich vor allem durch ihre Präzision aus, die sowohl bei Belagerungen als auch bei Feldschlachten von großer Wirkung war. Vom Schlachtfeld verschwand diese Waffe mit dem Aufkommen der römischen Scorpione (also um 200 bis 100 v. Chr.), die wesentlich leichter waren und eine größere Reichweite besaßen.